# Caragobius urolepis
Caragobius urolepis és una espècie de peix de la família dels gòbids i de l'ordre dels perciformes.

## Morfologia
- Els mascles poden assolir 8,5 cm de longitud total.[4][5]

## Alimentació
Menja petits crustacis i d'altres invertebrats bentònics.

## Hàbitat
És un peix de clima tropical i demersal.

## Distribució geogràfica
Es troba a Papua Nova Guinea i des de l'Índia fins a les Filipines.

## Ús comercial
No se'n veu als mercats locals.

## Observacions
És inofensiu per als humans.